# Walt Disney. Il principe nero di Hollywood
Walt Disney. Il principe nero di Hollywood è una biografia scritta da Marc Eliot, che traccia una visione a tinte fosche della popolare figura di Walt Disney. Eliot sostiene l'ipotesi dell'antisemitismo e documenta anche delle attività segrete della Compagnia da lui fondata, a favore della Commissione per le attività antiamericane, come spia contro i comunisti a Hollywood. Il libro discute anche dei presunti collegamenti colla politica conservatrice, tra i quali un "incidente" mediatico, in cui Disney avrebbe indossato un distintivo a sostegno di Barry Goldwater, mentre riceveva la Medaglia della Libertà dal presidente Lyndon Johnson, avversario politico di Goldwater, poco prima delle elezioni del 1964. Eliot discute anche di una denuncia contro la Disney causata dal rifiuto di calare a lutto la bandiera americana a Disneyland dopo l'assassinio di John F. Kennedy.
Il libro di Eliot tratta anche della leggenda metropolitana secondo la quale Disney, in preparazione della sua morte nel dicembre 1966, si fece criogenicamente sedare, nella speranza di poter essere "risvegliato" dalla scienza medica del futuro. Eliot ipotizza che il mito del sonno criogenico di Disney sia con tutta probabilità falsa, anche se la Disney sostenne con forte interesse la criogenia.

## Edizioni
- (EN) Marc Eliot, Walt Disney: Hollywood's Dark Prince, New York, HarperCollins, 1994, ISBN 0-06-100789-7.
- Marc Eliot, Walt Disney. Il principe nero di Hollywood, traduzione di Alberto Pezzotta, Tascabili Bompiani, n. 281, Milano, 2004  [1994], ISBN 88-452-0360-3.